# Szentháromság (Románia)
Szentháromság (románul Troița) falu Romániában, Maros megyében.

## Fekvése
A falu Marosvásárhelytől 17 km-re délkeletre a Nyárád bal partján Nyárádszentlászlóval szemben fekszik, Nyárádgálfalva községhez tartozik.

## Nevének eredete
Nevét a Szentháromság tiszteletére szentelt templomáról kapta.

## Története
1332-ben Sancta Trinitate néven említik először. Lakossága a 16. században unitárius hitre tért. 1752-ben a katolikusok visszafoglalták templomukat, majd hosszú per után 1764-ben a katolikusoknak ítélték a templomot. Az unitáriusok új templomot építettek. 1858-ban a falu 80 háza égett le a református templommal együtt. 1910-ben 1245,túlnyomórészt magyar lakosa volt. A trianoni békeszerződésig Maros-Torda vármegye Marosi alsó járásához tartozott. 1992-ben 855 lakosából 839 magyar, 10 cigány és 5 román volt.

## Látnivalók
- Római katolikus temploma 1332-ben épült gótikus stílusban, 1904-ben új hajót építettek hozzá.[2]
- Unitárius, református, görög-katolikus és ortodox temploma is van.
- A Bereczky család udvarháza a 18. században, a Sántha-udvarház a 19. század végén épült, állapota leromlott.

## Híres emberek
- Itt született 1909-ben Kovács Péter költő, pedagógiai szakíró.

## Galéria

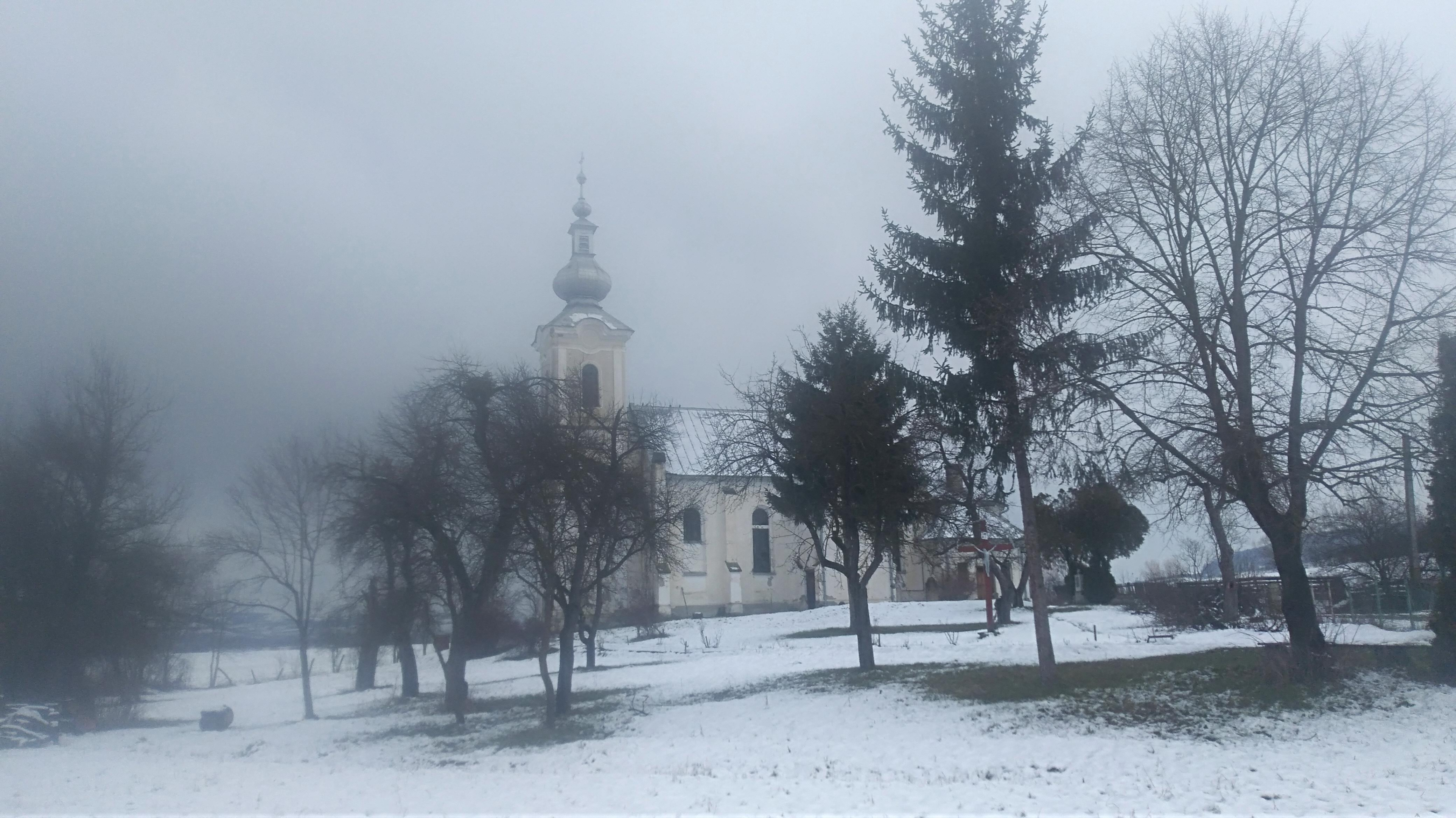
Római-katolikus templom
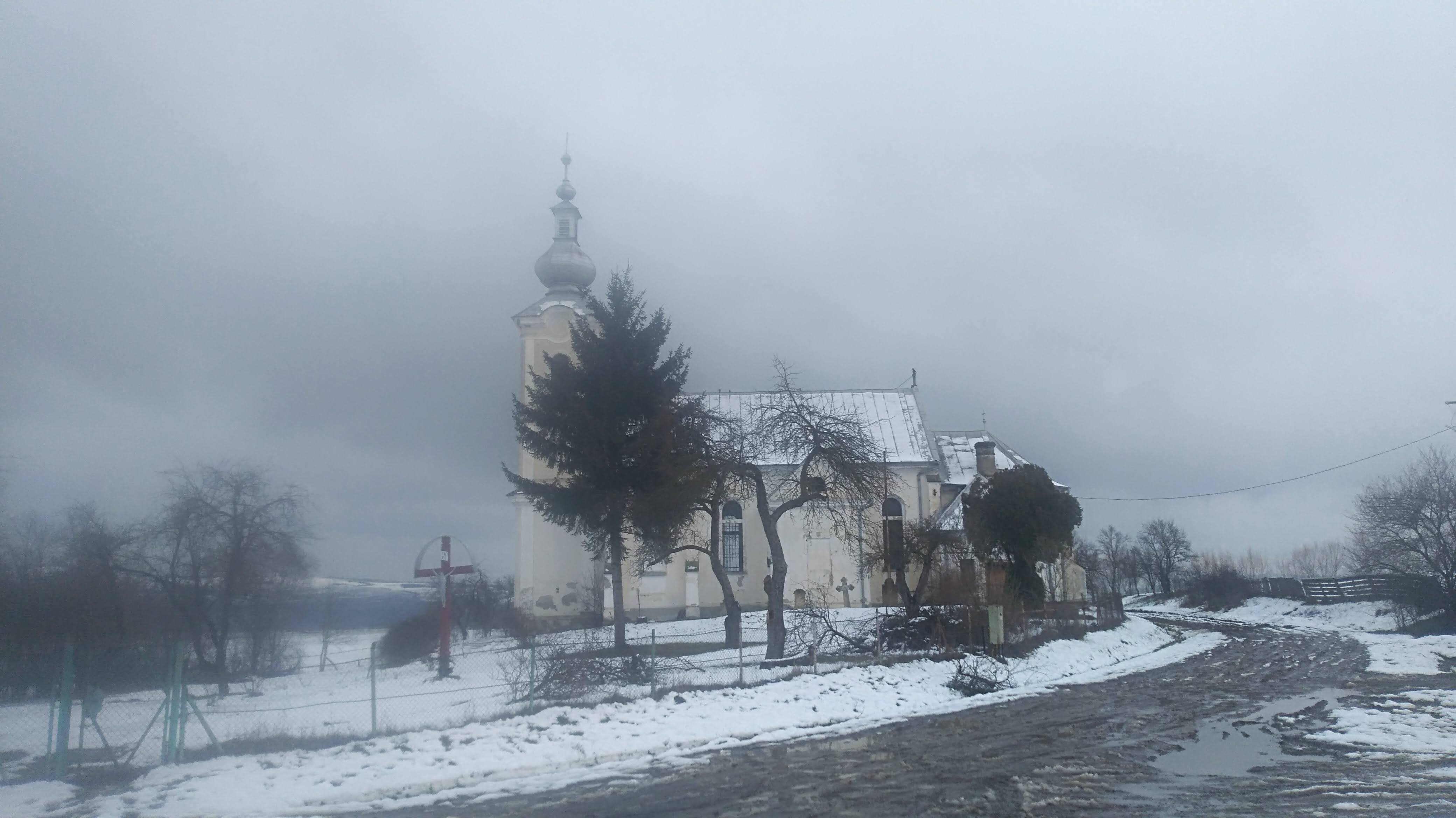
Római-katolikus templom (elölnézet)
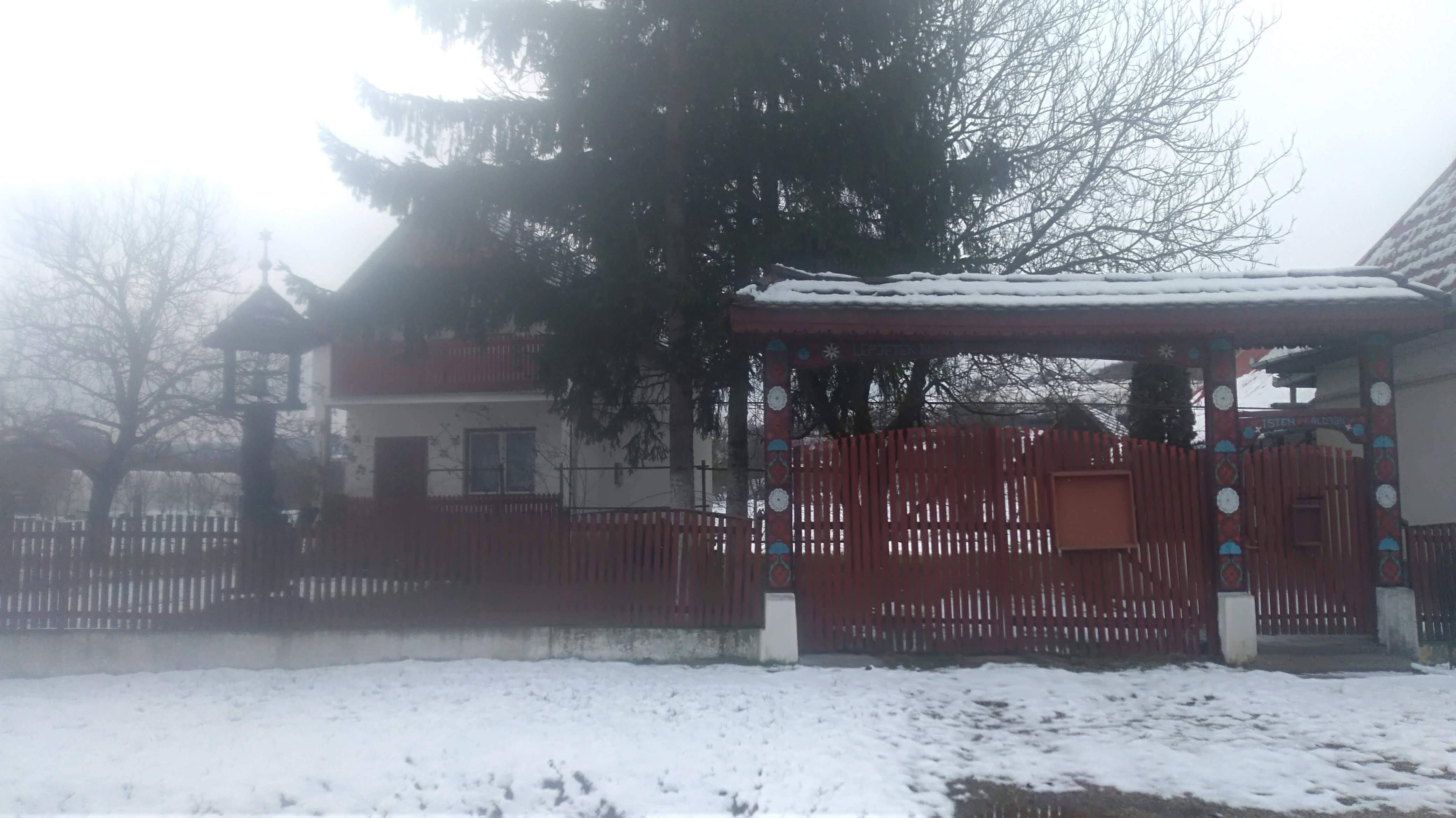
Unitárius imaház
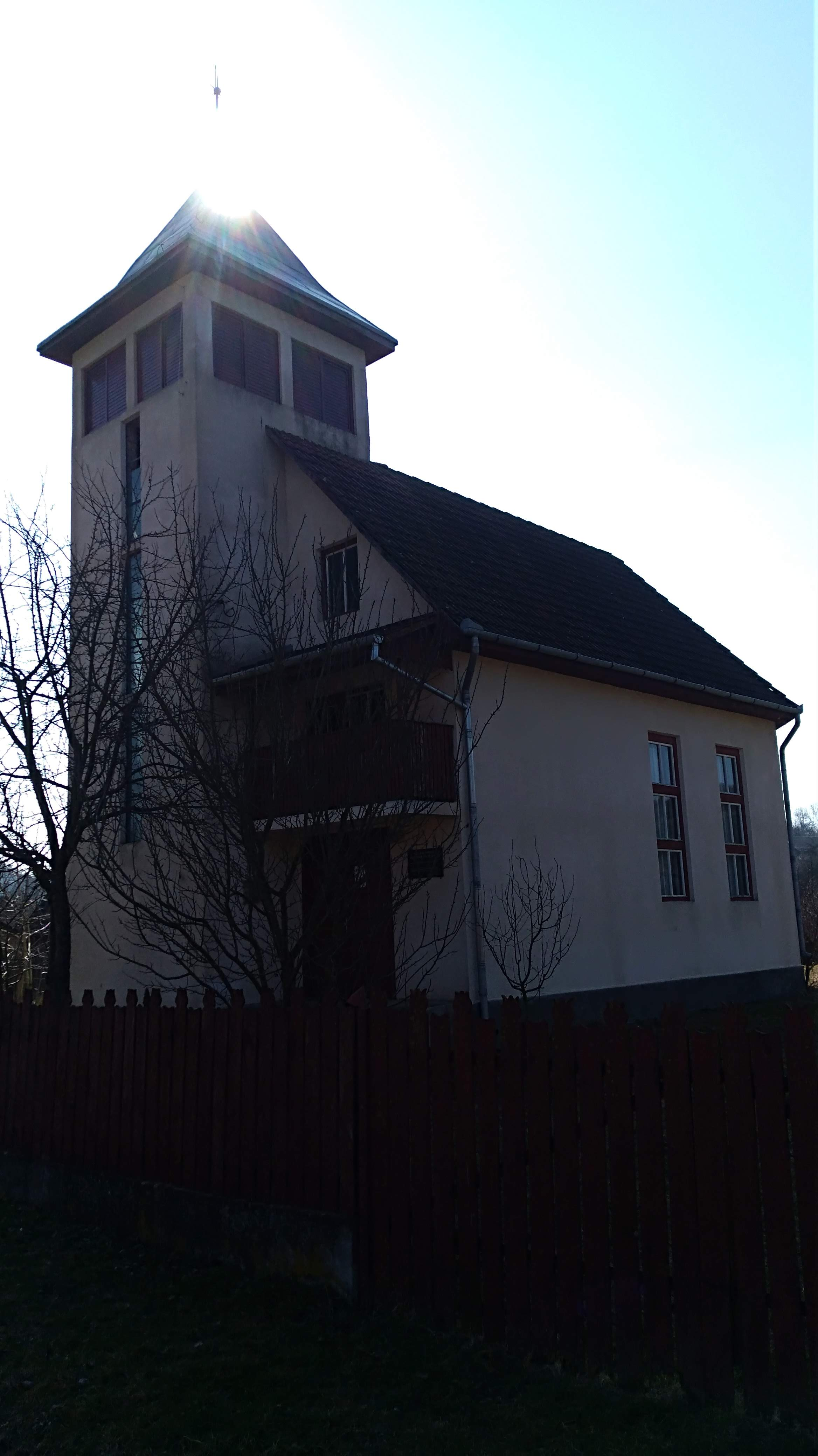
Református templom
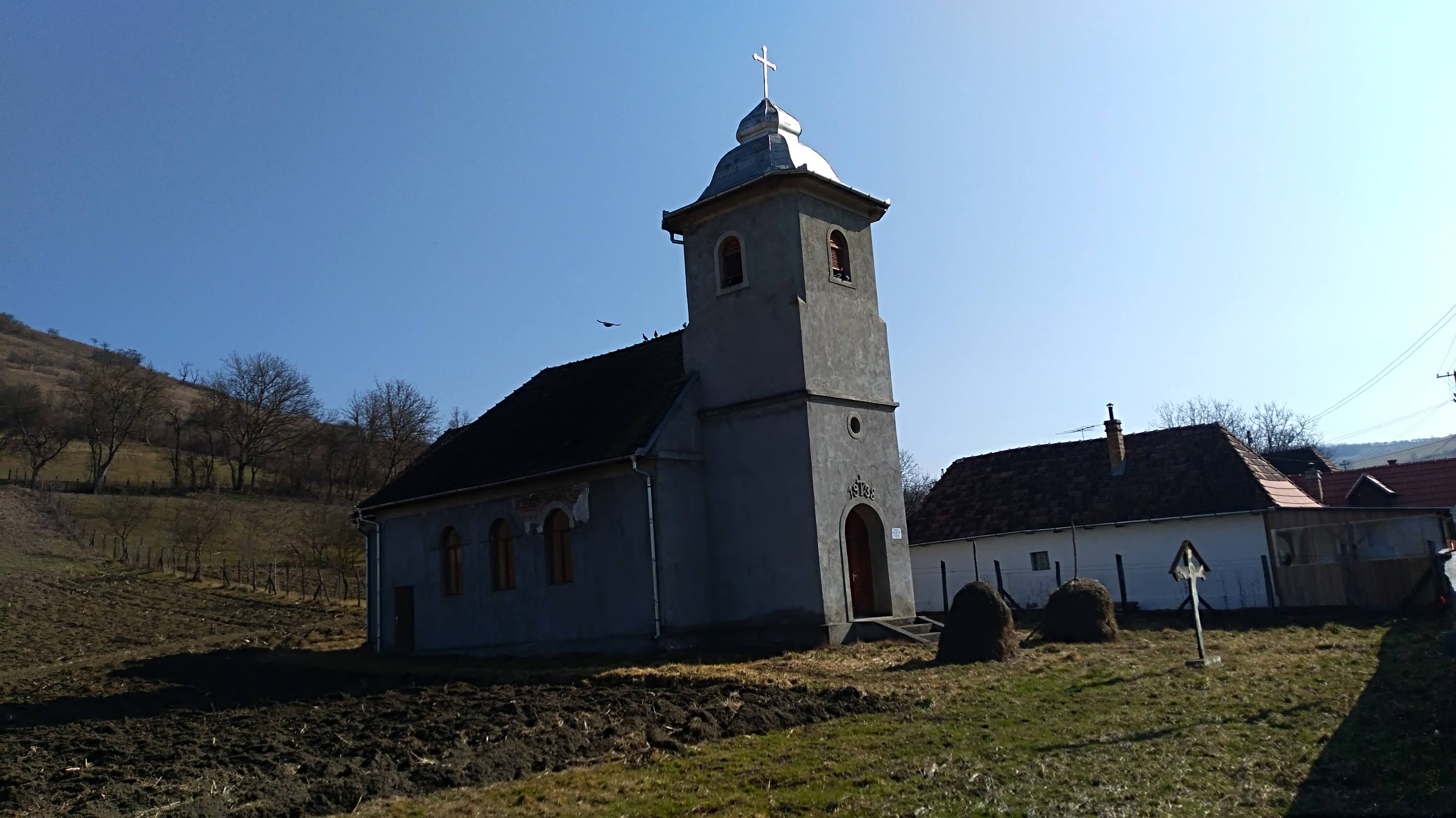
Görög-katolikus templom
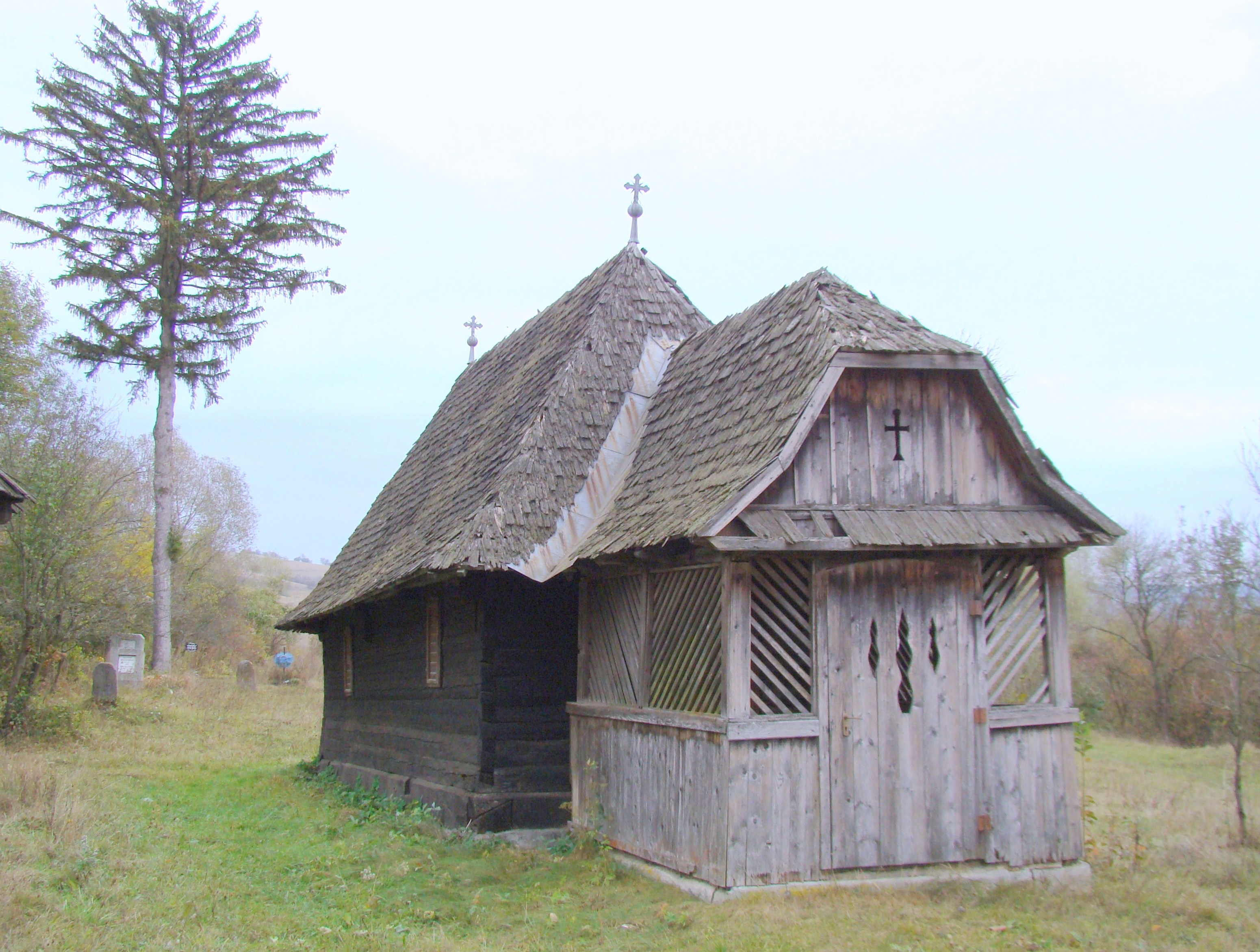
Ortodox templom